# 森山翔悟
森山 祥伍（もりやま しょうご、1983年2月2日 - ）は、日本の俳優。愛知県春日井市出身。
森山翔悟から森山祥伍に改名。

## 来歴
中部学院大学に在学中バスケットボール部に所属。ポジションはPG・SG
岐阜県大会優勝に導き大会MVPを獲得。
その後モデル・俳優として活動を開始、現在も活動中。

## 出演作品

### 映画
- JOINT（2019年　監督：小島央大） - 上原 役
- 君を愛してる（2019年　監督：謝翌晨）- 服部健太 役
- 徒花（2019年　監督：王) - ブルー 役
- ばぁばは、だいじょうぶ（2019年　監督：ジャッキー・ウー）
- 蜜柑（2019年　監督：李　韓）- 黒木健一 役
- 秋田（2018年　監督：菁娜）- 先生役
- 尋根（2018年　監督：蔡融霖）- 逸斗 役
- SEVEN（2018年　監督：楊雨霏）- 山本清明 役
- 迷子の海辺（2018年　監督：梅田寿美子)- 波尾 役
- トゥモロー（2017年）- 夫役
- Bitch（2016年　監督：侍美）
- 名前のない女たち（2010年　監督：佐藤寿保）- 浅野 役
- バブルへGO（2007年　監督：馬場康夫）- 同級生役

### Vシネマ
- 三代目は女子高生（2012年）
- 実録・女の犯罪（2014年）
- 実録・女の犯罪Ⅱ（2014年）
- やくざの女3,6,7,8（2016年）
- 日本統一41（2020年） - 旧・二代目鶴見組長谷部総業若頭 湯原誠

### テレビドラマ

#### NTV
- THE LAST COP
- 超再現ミステリー 林檎と蛇のゲーム（名取康孝 役）
- 252 生存者あり episode.ZERO
- 地方紙を買う女（ウエイター 役）

#### NHK
- バカボンのパパよりバカなパパ

#### CX
- ふらり松尾芭蕉
- 金曜プレステージ「法月倫太郎・一の悲劇」（田中 役）

#### TX
- 孤独のグルメ Season4 第2話（画廊助手 役）
- 警視庁特捜対策室　迷宮捜査の女（曽根正光・若い頃 役）

#### YTV
- 開局60周年ドラマ　天才を育てた女房

#### THK
- 連続ドラマ　明日の光をつかめ2（引っ越し業者 役）

#### BSジャパン
- ワーキングデッド～働くゾンビたち～（上司 役）

#### BS朝日
- ザドキュメンタリー　将棋の寿命を縮めた名人　升田幸三（木村義雄 役）

#### テレビ東京
- 記念日にとらわれて (主人公姉の恋人 役)
- 孤独のグルメ Season4 第2 話 （2014年7月16日）  - アシスタント男性1 役

### 舞台
- モーレツカンパニー×CINEMACT「LET'S CINEMA」（2019年　参宮橋トランスミッション）
- 「イブのクレヨン」（2015年）
- 「推定恋愛」（2015）
- モーレツカンパニー「MAMORU」（2015年　シアターKASSI）
- 「MOMO」（2013年　青山円形劇場）
- 「すっ、天天！朝日通り」（2012年　テアトルBONBON）

### CM
- サントリー ALL ー FREE ALL TIME コンセプト MOVIE
- スタジオアリス 　HALULU
- カラーラ
- GEOモバイル
- N派 地方 CM 赤い羽根の共同募金
- アコム
- JA共済
- au WALLET
- TOYOTA

### ラジオ
- NHKラジオ「スペイン語講座」「イタリア語講座」
- FMSalus 「佐々木優太のミュージックデニッシュ」